# Р95-300

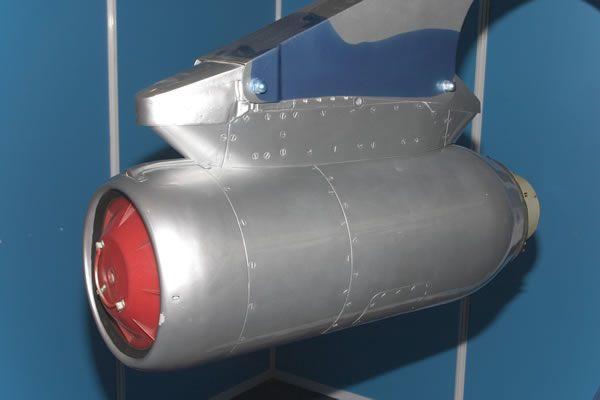
Внешний вид двигателя Р95ТМ-300 (Фото с выставки «Двигатели-2004»).

Р95-300 — малогабаритный короткоресурсный двухконтурный турбореактивный двигатель разработки СССР, предназначенный для беспилотных летательных аппаратов военного назначения. Имеет также обозначение — «Изделие 95».

## История
Двигатель был разработан в Московском НПО «Союз» (в н.в. Авиамоторный научно-технический комплекс «Союз»), в рамках создания крылатой ракеты большой дальности Х-55 (см. отдельную статью), разработки Дубненского производственного объединения «Радуга» (НПО «Радуга»). Серийное производство этих двигателей было организовано на Запорожском ПО «Моторостроитель» имени Великой Октябрьской Социалистической Революции, г. Запорожье, УССР. С развалом СССР производство этих двигателей продолжилось в Украине.

## Крылатые ракеты, на которые может быть установлен Р95-300
- Х-55 (в том числе на модификациях: Х-555, Х-65, РК-55, С-10 «Гранат»).
- Х-59.
- Х-101/102.
- Х-35 «Уран».
- 3М54 «Калибр».

## Характеристики двигателя Р95-300
Особенности двигателя:
- Двухконтурный одновальный турбореактивный двигатель.
- Компрессор низкого давления — двухступенчатый вентилятор.
- Компрессор высокого давления — семиступенчатый осевой компрессор.
- Двухступенчатая турбина.
- Кольцевая камера сгорания.
- Автономная маслосистема.
- Электронная система регулирования.
- Встроенный электрогенератор мощностью 4 кВт.
- Запуск от пиростартёра.
- Возможность отбора воздуха на нужды летательного аппарата.

Технические данные Р95-300:
- Максимальная тяга — 400 кгс.
- Диаметр — 315 мм.
- Длина — 850 мм.
- Сухой вес — 95 кг.
- Используемое топливо — Т-1 (авиационный керосин), ТС-1, Т-10 (децилин).

## Разработки на базе Р95-300
- РДК-300.
- Р95ТМ-300.

## Подобные двигатели
- ТРДД-50 (ОАО «ОМКБ»).
- Williams F107 («Williams International»).